# Liste des ballons dirigeables de l'United States Navy
La liste qui suit constitue la liste des dirigeables de l'United States Navy, la marine de guerre des États-Unis. 

## Dirigeables rigides
- Detroit ZMC-2
- USS Shenandoah (ZR-1)
- R38 (ZR-2) (en)
- USS Los Angeles (ZR-3)
- USS Akron (ZRS-4)
- USS Macon (ZRS-5)

## Dirigeables semi-rigides
- Dirigeable O-1 (en)

## Blimps(dirigeables non rigides)
- Blimp classe A (expérimental) (en)
- Blimp classe B (patrouille et formation) (en)
- Blimp classe C (patrouille) (en)
- Blimp classe D (patrouille) (en)
- Blimp classe E (formation) (en)
- Blimp classe F (formation) (en)
- Blimp classe G (formation) (en) (ZNN-G) et (SGT)
  - (ZPG-2, ZPG-2W)
- Blimp classe H (observation) (en)
- Blimp classe J (formation) (en)
- Blimp K-1 (expérimental) (en) (ZNP-K)
- Blimp classe K (lutte anti sous-marine) (ZNP-K)
  - (ZSG-2) ; (ZSG-3) ; (ZSG-4) et (ZP5K)
- Blimp classe L (formation) (en) (ZNN-L)
- Blimp classe M (lutte anti sous-marine) (en) (ZNP-M)
- Blimp classe N (lutte anti sous-marine) (en) (ZPN-1 et ZPG-1)
  - ZPG-3W
- Blimp classe TC (en)
- MZ-3A (expérimental) (en)